# San Agustín (Honduras)
San Agustín è un comune dell'Honduras facente parte del dipartimento di Copán.
Il comune venne istituito nel 1957 cpn parte del territorio del comune di Santa Rosa de Copán.